# Ройдельстерц
Ройдельстерц (нем. Reudelsterz) — община в Германии, в земле Рейнланд-Пфальц.
Ройдельстерц расположен к западу от Майена по автодороге B 258.
Входит в состав района Майен-Кобленц. Подчиняется управлению Фордерайфель. Население составляет 399 человек (на 31 декабря 2010 года). Занимает площадь 3,94 км².

## Политика
С 2007 года бургомистром Ройдельстерца является Клаус Кнауф, он сменил на этом посту Питера Кирста.

## История
Упоминается в 1350-х годах, как приход нем. Rodensteyrezz (совр. нем. Reudelsterz).